# Jules Guyot
Jules Guyot (* 1807 in Gyé-sur-Seine im französischen Département Aube; † 31. März 1872 auf Schloss Savigny-lès-Beaune, Côte-d’Or) war ein französischer Arzt, Physiker und Wissenschaftler  des 19. Jahrhunderts und insbesondere bekannt für seine Weinbaustudien.

## Biographie

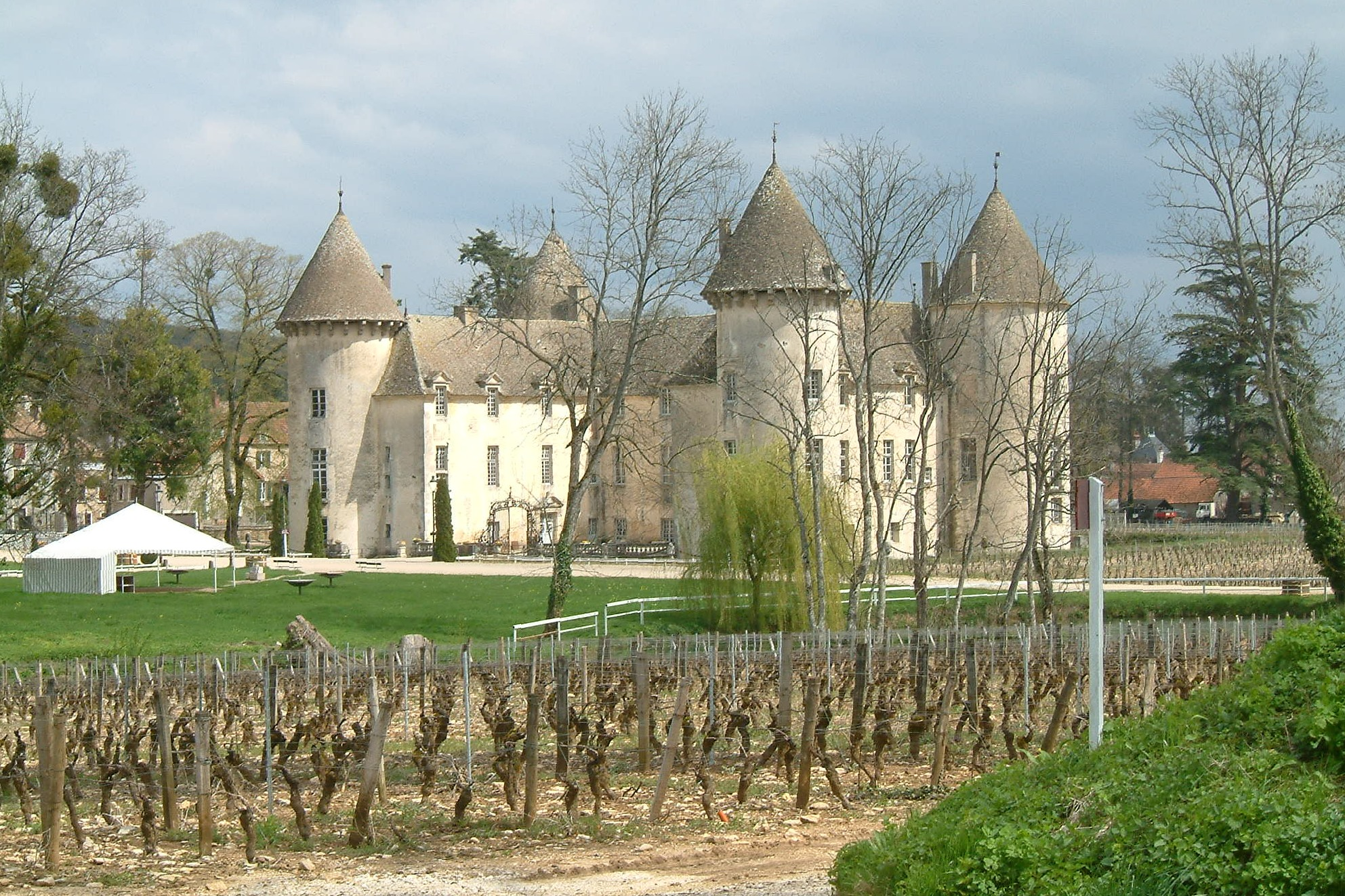
Das Château Savigny-lès-Beaune, wo Jules Guyot 1872 verstarb

Guyot stammte aus dem Département Aube. Nach seinem Medizinstudium in  Paris erlebte er 1830 die Julirevolution, der er sich mit Begeisterung anschloss. Enttäuscht vom Bürgerkönig Louis-Philippe wandte er sich einer aktiven Opposition unter den jungen Republikanern zu, beteiligte sich an politischen Aktionen und wurde 1831 im Gefängnis Sainte-Pélagie festgesetzt.
Bald gab er die Politik auf, um sich ausschließlich mit wissenschaftlichen Arbeiten unter anderem auf den Gebieten der Mechanik, der Physik und der Telegraphie zu befassen. Er erfand einen neuen Lokomotivtyp. Aber vor allem begründete Guyot seinen Ruf durch seine bemerkenswerten Weinbaustudien, die in Frankreich zu großen Veränderungen führten. Kurz nach Vollendung seines Werkes Étude des vignobles de France (Studie der Weinbaugebiete von Frankreich) starb er im Schloss des Grafen von Loyère in Savigny-lès-Beaune.

## Wirken

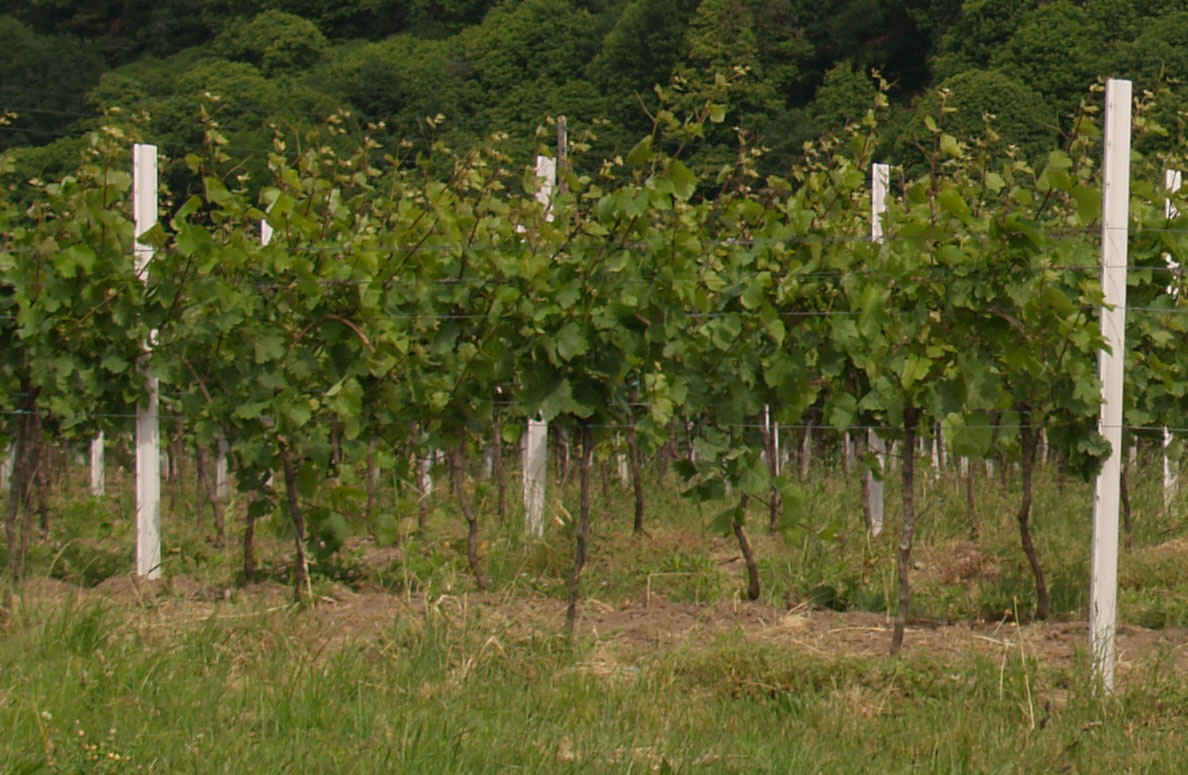
Reben mit Spalierdrahtrahmenerziehung in der Pfalz

Guyot ist heute vor allem bekannt durch die nach ihm benannte Erziehungsart Guyot-Erziehung, die im europäischen Qualitäts-Weinbau am häufigsten praktizierte Erziehungsform. Das Guyot-System wird in Deutschland, Österreich, Italien, Spanien und Frankreich alternativ zum Gobelet verwendet.
Die Reben ranken bei diesem System an horizontal gespannten Drähten (Drahtrahmen) empor. Die dem Rebstamm zweitnächste Fruchtrute wird am untersten Draht festgebunden, auf sechs bis fünfzehn Augen angeschnitten, dann gebogen und am untersten Draht festgebunden. Diese Bogrebe trägt in dem Jahr die Trauben. Die Fruchtrute, die dem Rebstamm am nächsten ist, trägt im nächsten Jahr die Trauben. Die Erträge, die mit dem Guyot-System erzielt werden, hängen stark vom Rebschnitt (Augenanzahl) und dem Alter der Reben ab.

Rebstock vor dem Rebschnitt.
Rebstock nach dem Rebschnitt - ein kurzer Zapfen und ein langer Strecker (Flachbogen).
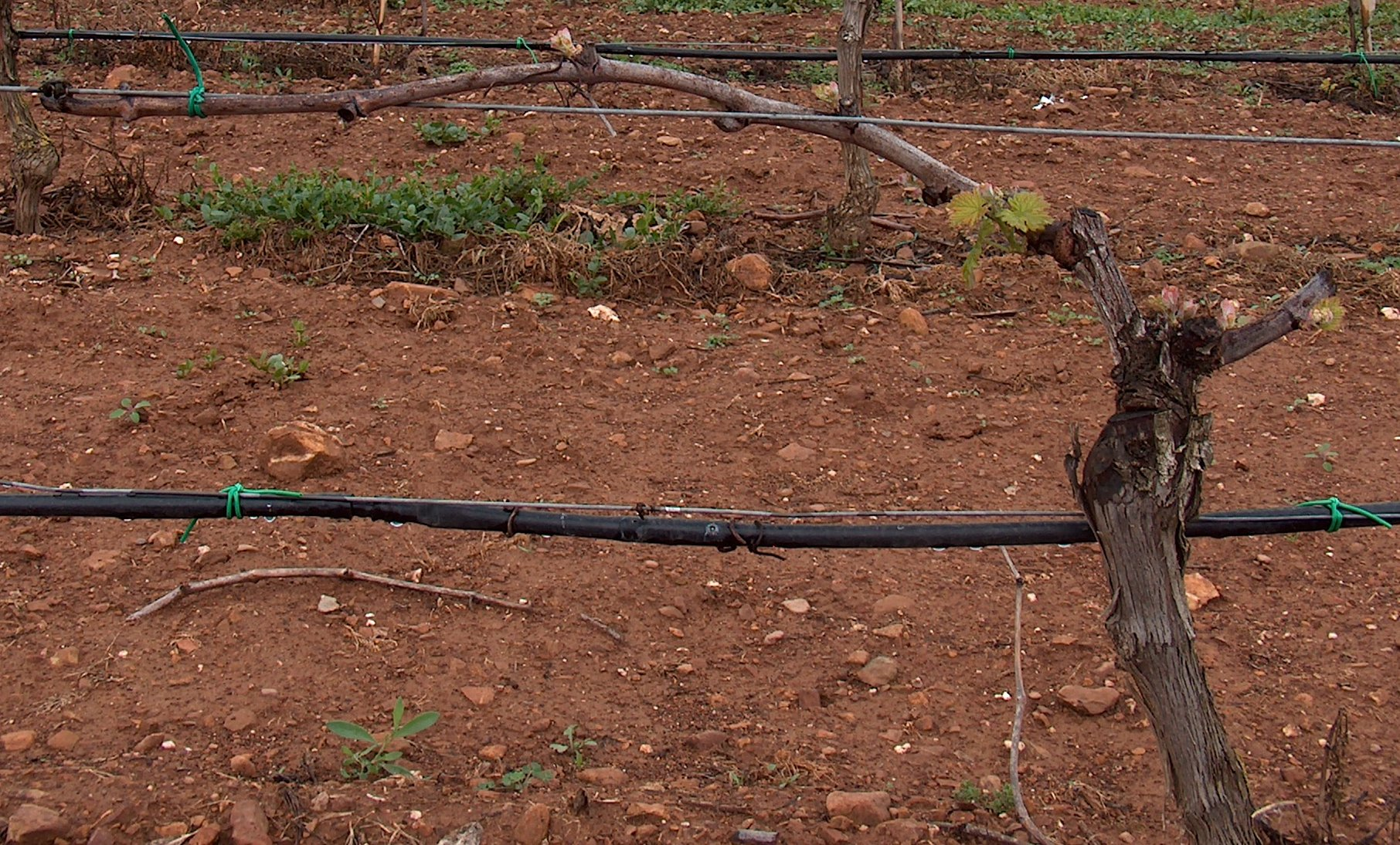
Geschnittener Rebstock.
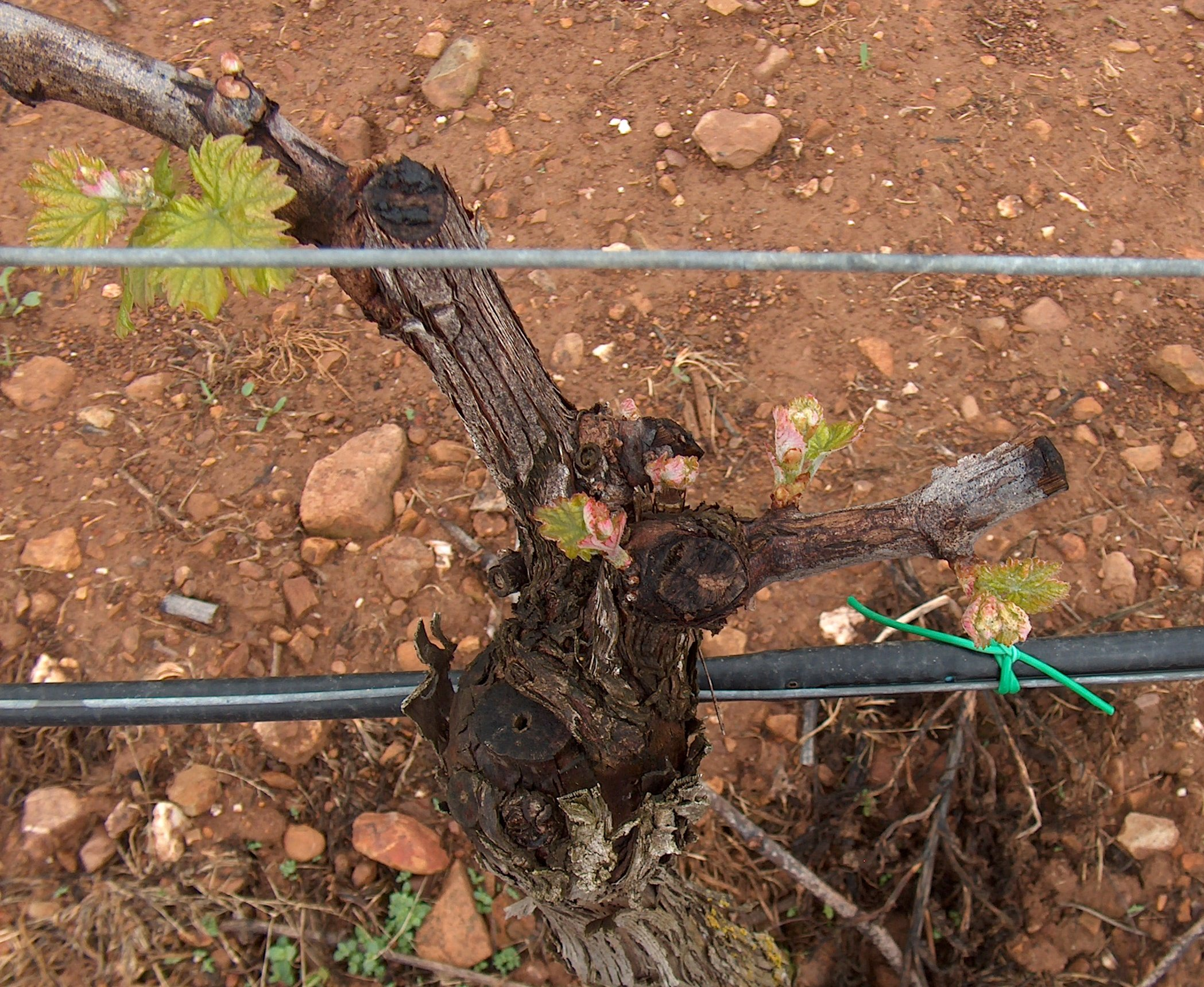
Rechts ein Zapfen mit zwei Augen (ist Ersatzholz f. Triebe die im kommenden Jahr angeschnitten werden) und Strecker.

Im D-A-CH-Raum wird Guyot auch als Streckbogen-System bezeichnet. In Österreich, Deutschland wie auch im französischen Burgund und Bordeaux ist die häufigste Methode der Doppelpendelbogen. Dabei werden am Rebstock zwei Fruchttriebe belassen. Eine Variante ist der Einfachstreckbogen. Bei diesem wird nur ein Fruchttrieb belassen. Es gibt zahlreiche Subvarianten.
→ Hauptartikel Reberziehung#Vertikale Erziehungssysteme
Auch im Obstbau findet man den nach ihm benannten Guyot-Schnitt, der von ihm bei seinen Reisen in Frankreich beobachtet wurde und den er popularisiert hat.

## Schriften

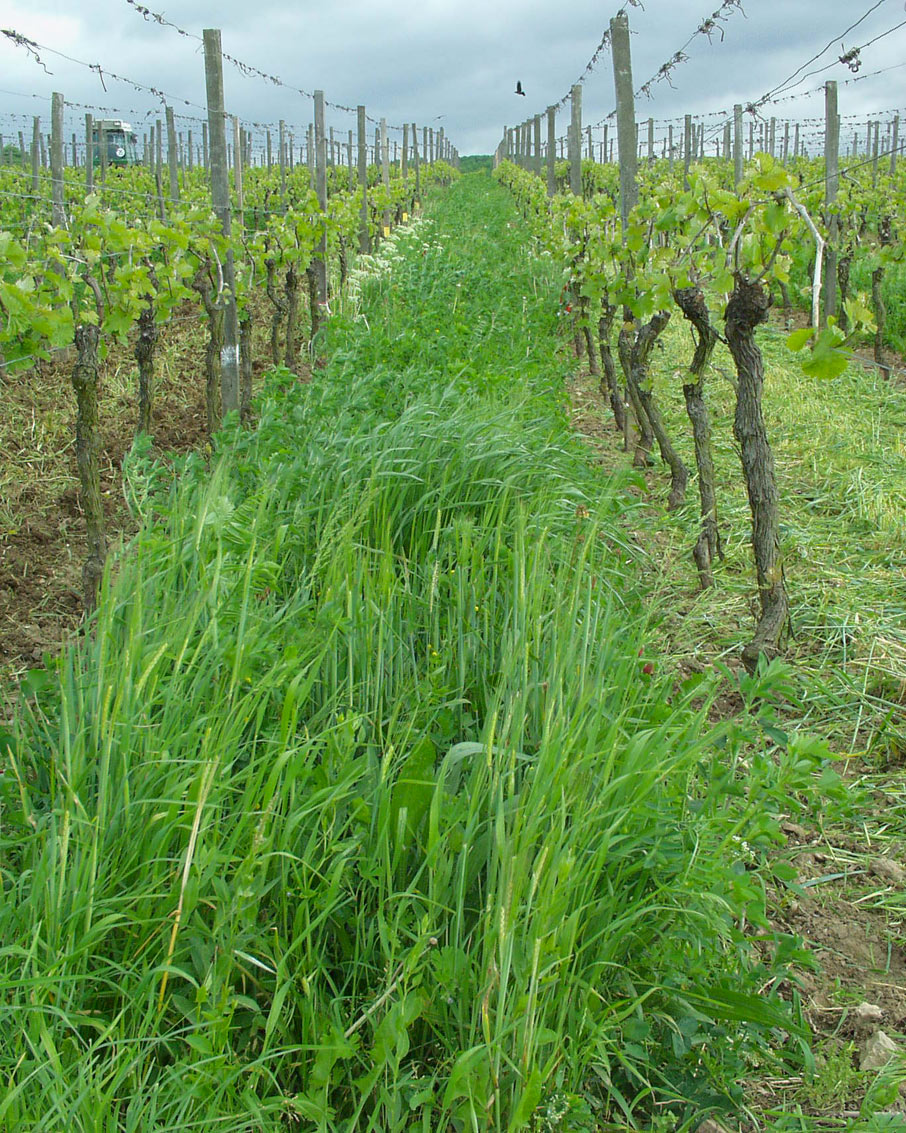
Guyot-Anlage in den Weinbergen des Fachgebiets Weinbau der Forschungsanstalt Geisenheim

- Culture de la vigne et vinification. Deuxième édition. Paris,

Die Kultur der Weinrebe und die Weinbereitung Zwei Ausgaben, Paris. Librairie agricole de la Maison rustique, 1861.
Dieses Werk ist sein erstes über das Thema. Die Originalausgabe stammt von 1860. Es ist ein Weinbau- und Weinherstellungshandbuch, mit einer Studie über Böden mit schwacher Fruchtbarkeit und seinen persönlichen Erfahrungen zur Verbesserung der Kultur- und Weinherstellungsmethoden.
- Sur la viticulture du centre sud de la France (1865)

Über den Weinbau Zentralsüdfrankreichs
Vergleichender Studienbericht an den Landwirtschaftsminister Armand Béhic über den Weinbau der Departements Gironde, Dordogne, Tarn-et-Garonne, Tarn-et-Aveyron.
- Sur la viticulture du centre nord de la France (1866)

Über den Weinbau Zentralnordfrankreichs
Vergleichender Studienbericht an den Landwirtschaftsminister über den Weinbau von acht Departements: Cher, Côte-d’Or, Allier, Yonne, Nièvre, Aube, Saône-et-Loire und Loiret. Sehr detaillierter technische, wissenschaftlicher und wirtschaftlicher Bericht von großem historischen wie auch soziologischen Interesse mit mehreren Bildtafeln.
- Étude des vignobles de France, pour servir à l'enseignement mutuel de la viticulture et de la vinification françaises. Deuxième édition augmentée… par M.-P COIGNET.

Studie der Weinbaugebiete von Frankreich, um der gegenseitigen Lehre des französischen Weinbaues und der Weinherstellung zu dienen. Les Éditions Masson.
Die Studie enthält mehr als die 1868 erschienene erste Studie: eine biografische Notiz zum Autor, eine alphabetische Tafel der Darstellungen, eine Tafel der Personennamen und der erwähnten Orte und einen alphabetischen und analytischen Überblick der Materialien. Der Band I enthält eine farbige Karte, welche die 8 Weinbaugebiete des Südostens von Frankreich präsentiert. (Alpes-Maritimes, Basses-Alpes, Var, Corse, Bouches-du-Rhône, Vaucluse, Gard, Hérault, Aude, Pyrénées-Orientales), des Südwestens (Ariège, Haute-Garonne, Hautes-Pyrénées, Basses-Pyrénées, Landes, Gers, Tarn-et-Garonne, Lot-et-Garonne, Gironde et Dordogne). - Band II widmet sich der Region Centre-Sud (Tarn, Lot, Aveyron, Ardèche, Haute-Loire, Cantal, Corrèze, Haute-Vienne, Puy-de-Dôme), der Region Ost (Hautes-Alpes, Drôme, Isère, Savoie, Ain, Jura, Doubs, Haute-Saône)sowie der Region West (Charentes, Vendée, Deux-Sèvres, Vienne, Indre, Loire-Inférieure, Maine-et-Loire, Indre-et-Loire, Loir-et-Cher). - Der letzte Band beschreibt die Situation in Burgund und im Orléanais (Lyonnais, Beaujolais, Loire, Saône-et-Loire, Côte-d'Or, Aube, Yonne, Allier, Nièvre, Cher, Loiret), der Region Nord-Ost (Alsace, Vosges, Meurthe, Moselle, Meuse, Haute-Marne, Ardennes, Marne, Aisne), der Region Nord-West (Seine-et-Marne, Oise, die Region Paris, Eure, Sarthe, Mayenne, Bretagne). Diese komplette Bestandsaufnahme des französischen Weinbaus mit seinen 71 weinanbauenden Départements ist die Frucht einer sechsjährigen Arbeit, die Dr. Guyot zwischen 1861 und 1867 anfertigte und neben den wichtigen Aspekten der Anbaugebiete und des Weinbaus auch die Arbeit und das tägliche Leben des Winzers mit seinen Wünschen und Nöten beschrieb.
- De la Télégraphie de Jour et de Nuit. Marchands de Nouveautés, Paris, 1840 Description du système de télégraphie de nuit du savant français Jules Guyot (1808–1872). Beschreibung des telegraphischen Geräts, das Guyot entwickelte. Inkl. 3 großer Bildtafeln.
- Les paradoxes de 1789 et les principes sociaux. Paris, E. Dentu, 1870
- Sur la viticulture du Sud-Ouest de la France, Paris, Imprimerie Impériale, 1862

Bericht an Eugène Rouher Vergleichende Untersuchungen über den Weinbau in den Départements De L'Hérault, De L'Aude, Des Pyrénées-Orientales, De La Haute-Garonne, De L'Ariège, Des Hautes-Pyrénées, Des Basses-Pyrénées, Des Landes, Du Gers, Du Lot, Du Lot-Et Garonne mit 89 Abbildungen versehen.
- Sur la viticulture de l'Est de la France, 1863
- Sur la viticulture du Nord-Est de France, 1864
- Sur la viticulture de l'Ouest de la France. Paris, Imprimerie Impériale, 1866

Bericht an Louis Henri Armand Béhic, Landwirtschaftsminister, vergleichende Untersuchungen über die Départements de la Corse, de la Charente, de la Vienne, de l'Indre, de la Haute Vienne, des Deux Sèvres, de la Vendée, et de la Loire-Inférieure. Mit 112 Abbildungen im Text.
- Sur la viticulture du Nord-Ouest de la France, 1867

## Ehrungen

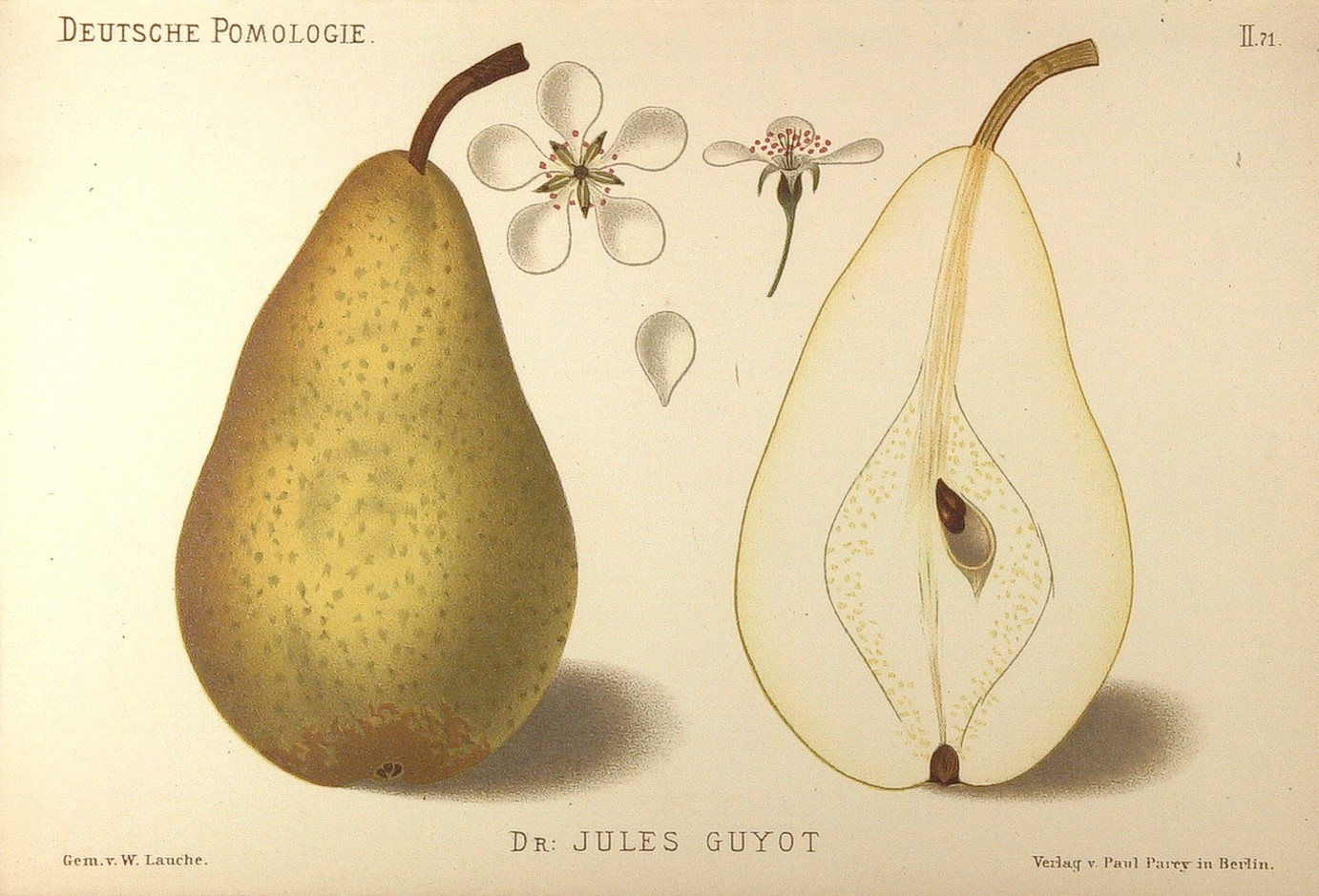
Die Birnensorte Dr. Jules Guyot, gezüchtet in der Baumschule der Gebrüder Baltet

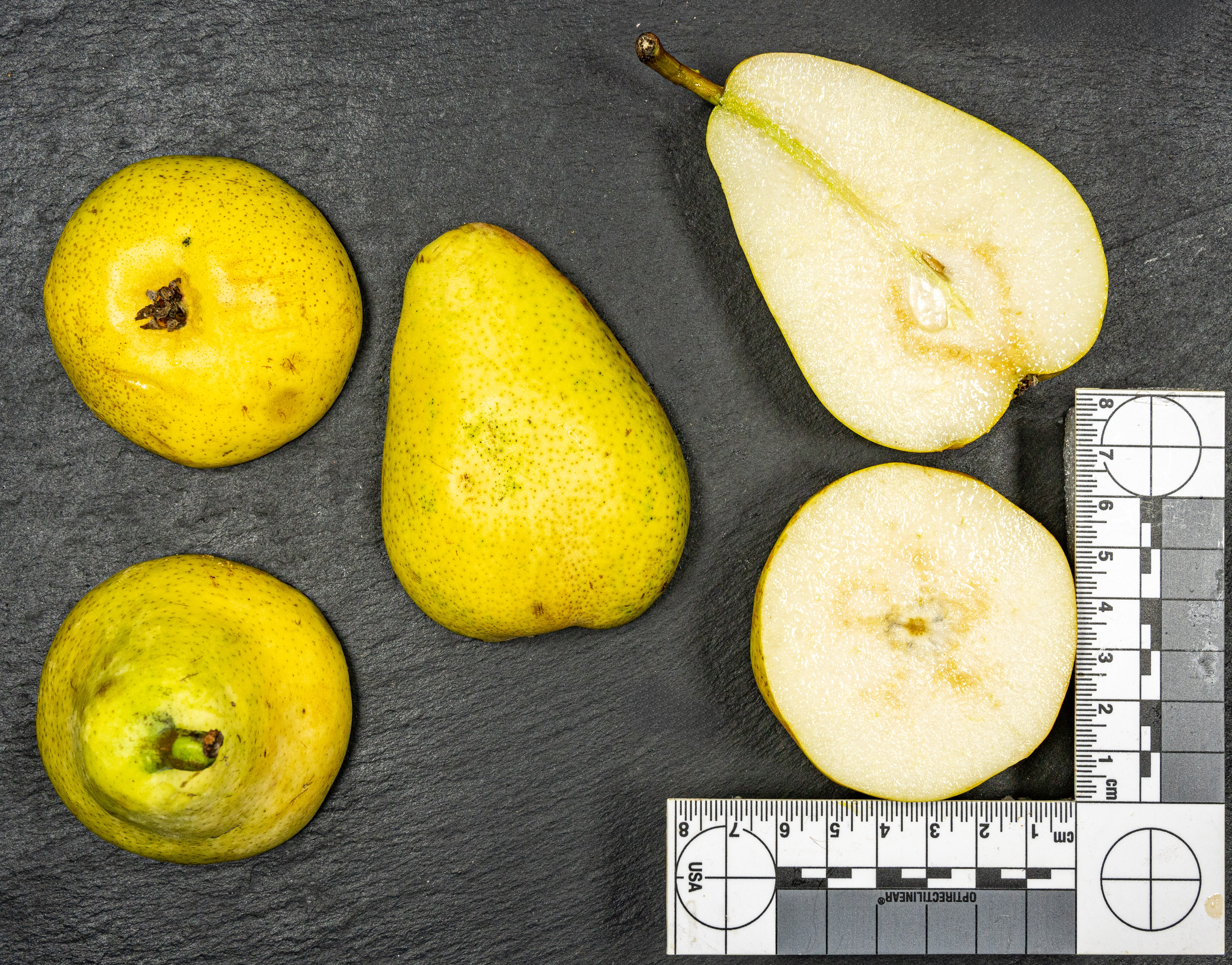
Querschnitt durch die Birnensorte Dr. Jules Guyot, die als Limonera vermarktet wird

- Das Institut Universitaire de la Vigne et du Vin der Université de Bourgogne (Dijon) wurde nach Jules Guyot benannt.
- Die von Charles Baltet gezogene Birnensorte Dr. Jules Guyot wurde ihm zu Ehren benannt.